# Šamorín
Šamorín (húngaro: Somorja)  é uma cidade da Eslováquia localizada no distrito de Dunajská Streda, região de Trnava.
A cidade de Šamorín (Antigamente: Santa Maria, Samaria, Somorja) tem 610 anos de existência. Está situada próxima a capital do país, Bratislava. 
O importante rio europeu Danubio (Dunaj) beira a cidade de Šamorín, que também está na fronteira da Eslováquia com a Hungria.
A população atual de Šamorín é de 14.000 habitantes. A religião predominante é a Católica Romana. Em relação às nacionalidades, a composição é de Hungaros (mais de 55%) e Eslovacos. Ainda contam com uma pequena comunidade de ciganos. 
A cidade é dividida em várias áreas – residencial, industrial, esportiva e de recreação. Tipicamente nas áreas residências, existem no centro parques e construções históricas (Igrejas, majoritariamente) com blocos de apartamentos e pavilhões esportivos (basquete, esgrima e wrestling). E nos subúrbios se tem as casas com seus jardins. Entre o rio Danúbio e o centro da cidade existem novos lugares voltados a prática dos 27 esportes olímpicos (canoagem, futebol, corridas de cavalos, atletismo, natação e outros). No lado oposto se encontra uma área recreativa com um grande antigo parque florestal que conta com distração para as crianças, anfiteatro para eventos culturais e áreas para a prática de tênis e futebol. O time de futebol local FC ŠTK 1914 Šamorín joga seus jogos na cidade como mandante por mais de 60 anos. A área industrial está situada a nordeste da cidade. Lá se tem principalmente fábricas para a produção de componentes para a industria de automóveis, fábricas para a produção de equipamentos hospitalares e fábricas de material de construção. 
Na total área da cidade há bastante radiação solar. Invernos são suaves, o que faz ser propicío o cultivo de produtos agrícolas.
Além de Jardins de Infância e escolas primárias, existem escolas secundárias– Academia Hoteleira e Escola de Gramática. Estas são todas bílingues (Eslovaco e Hungaro). 
Os representantes da vida cultural são particularmente dois corais, dois eventos folclóricos, duas bandas de rock, uma famosa cantora cigana, e um excelente cantor de blues.
Os desportistas são bem-sucedidos, tirando a liga de basquete feminina e a segunda liga de futebol, há clubes com uma longa história e com campeões mundias e europeus de canoagem, esgrima, kick-boxing e wrestling.

## Demografia
| Ano:        | 1994   | 2004   | 2014   | 2024   |
| ----------- | ------ | ------ | ------ | ------ |
| Broj ljudi: | 12 182 | 12 339 | 13 028 | 13 672 |
| Razlika:    |        | +1,28% | +5,58% | +4,94% |

| Ano:               | 2023   | 2024   |
| ------------------ | ------ | ------ |
| Número de pessoas: | 13 635 | 13 672 |
| Diferença:         |        | +0,27% |